# Богомолов Олексій Васильович
Богомолов Олексій Васильович (нар. 13 березня 1952) — доктор технічних наук, професор, завідувач кафедри обладнання та інжинірингу переробних і харчових виробництв Державного біотехнологічного університету.

## Біографія
Олексій Васильович народився 13 березня 1952 року у с. Уланове Глухівського району Сумської області.
У 1976 році закінчив з відзнакою Харківський інститут механізації та електрифікації сільського господарства.
З жовтня 1976 року працював асистентом кафедри сільськогосподарських машин.
У 1984 році захистив кандидатську дисертацію.
У 1986 році Олексію Васильовичу було присвоєно вчене звання доцента.
У 1988 році делегат VI Всесоюзної спілки винахідників та реалізаторів.
З 1989 року працював заступником декана загальноінженерного факультету.
З 1993 року був засновником і першим завідувачем кафедри механізації переробки і зберігання сільськогосподарської продукції.
У 2006 році Олексій Васильович захистив докторську дисертацію «Процеси та обладнання харчових, мікробіологічних та фармацевтичних виробництв».
У 2007 році було присвоєно вчене звання професора.
У 2008 році Олексій Васильович член спецради Харківського державного університету харчування та торгівлі.
З 2007 по 2011 роки директор навчально-наукового інституту переробних і харчових виробництв Харківського державного технічного університету сільського господарства імені Петра Василенка.
З 2009—2011 роки член експертної ради ВАК України.
З 2018 по 2021 роки працював завідувачем кафедри обладнання та інжинірингу переробних і харчових виробництв Харківського національного технічного університету сільського господарства імені Петра Василенка.
З 2021 року Олексій Васильович працює завідувачем кафедри обладнання та інжинірингу переробних і харчових виробництв Державного біотехнологічного університету.

## Праці
Богомолов Олексій Васильович автор понад 400 наукових праць, в тому числі 115 авторських свідоцтв та патентів, 4 монографії, 17 підручників та навчальних посібників.

## Відзнаки та нагороди
- Почесна грамота Міністерства аграрної політики і продовольства України (1999)
- Почесна грамота Міністерства аграрної політики і продовольства України (2000)
- Почесні грамоти Міністерства освіти і науки України (2004)
- «Відмінник аграрної освіти та науки ІІІ ступеня» (2005)
- «Відмінник аграрної освіти та науки ІІ ступеня» (2008)
- Переможець ХІ обласного конкурсу «Вища школа Харківщини — кращі імена» в номінації «Декан факультету» (2009)
- Трудова відзнака Міністерства аграрної політики «Знак пошани» (2010)
- Відмінник освіти України (2017)